# 北聖托馬斯
北聖托馬斯（西班牙語：Santo Tomás del Norte），是尼加拉瓜的城鎮，位於該國西部，由奇南德加省負責管轄，始建於1889年4月9日，面積40平方公里，海拔高度111米，2005年人口7,214，人口密度每平方公里178.1人。